# Intrinsieke en extrinsieke motivatie
Intrinsieke en extrinsieke motivatie zijn twee vormen van motivatie. De theoretische afbakening tussen deze twee begrippen is niet altijd helder. Volgens de zelfbeschikkingstheorie is extrinsieke motivatie de motivatie die ontstaat vanuit een externe bron, bijvoorbeeld het vooruitzicht op een beloning of een straf bij een bepaalde handeling. Bij intrinsieke motivatie komt de motivatie vanuit de persoon zelf. Deze handelt niet om een externe beloning te bemachtigen of een straf te ontkomen, maar vanwege de intrinsieke waarde van de activiteit op het moment zelf of voor het behalen van een doel in de toekomst. Metaforisch beschreven: bij intrinsieke motivatie draait het om het spel, en bij extrinsieke motivatie om de knikkers. 
Intrinsieke motivatie is benodigd om in een zogenaamde flow te raken. 

## Verschillen tussen intrinsieke en extrinsieke motivatie

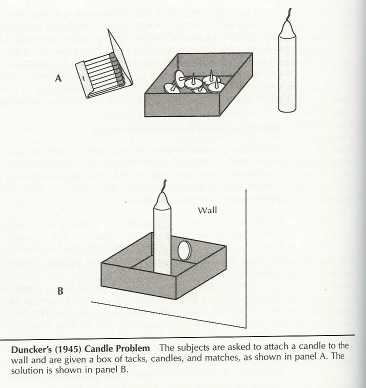
Het kaarsenexperiment van Duncker: intrinsiek gemotiveerde deelnemers wisten de puzzel sneller op te lossen

Verschillende wetenschappelijke onderzoeken wijzen op verschillen tussen gedrag dat ontstaat vanuit extrinsieke en intrinsieke motivatie.
Mensen die intrinsiek gemotiveerd zijn voor een bepaalde handeling vertonen volgens wetenschappelijke onderzoeken:
- Een hoger concentratieniveau
- Meer creativiteit. Dit zou onder andere komen door een verhoogd concentratieniveau, hogere bereidheid tot het nemen van risico's, het speelser zijn en het flexibeler verkennen van cognitieve paden[3]
- Grotere gevoelens van zelfcompetentie en trots
- Meer plezier tijdens het uitvoeren van hun taak

Extrinsieke motivatie kan intrinsiek ongemotiveerde mensen in beweging brengen. Een nadeel is echter dat het vooruitzicht op een beloning of straf moet blijven bestaan, anders werkt de extrinsieke motivatie niet. Intrinsieke motivatie kan onafhankelijk van externe invloeden plaatsvinden en kan in bepaalde opzichten dus als duurzamer gezien worden. Ten voorbeeld: een leerling die door nieuwsgierigheid intrinsiek gemotiveerd is om te leren, zal ook doorgaan met leren als de strenge docent het lokaal uitloopt.

## Verdringing van intrinsieke motivatie
Als een persoon externe stimulansen verwacht voor een bepaalde taak, dan kan dit de intrinsieke motivatie 'verdringen'. Een persoon die intrinsiek gemotiveerd is voor een activiteit zal daarom niet automatisch dubbel gemotiveerd raken als ook extrinsieke motivatie opgeroepen wordt. Op de langere termijn kan een persoon juist minder gemotiveerd raken, omdat de intrinsieke motivatie ook weg kan blijven nadat de externe stimulansen weggenomen zijn. Een voorbeeld is een kind dat uit eigen beweging tekeningen maakt. Zodra die beloond wordt voor mooie tekeningen, kan die het eigen plezier verliezen en ophouden om vanuit eigen beweging te tekenen. Of externe stimulansen daadwerkelijk intrinsieke motivatie verdringen, is nog onderwerp van discussie binnen de wetenschap.